# Kenwill
Kenwill war eine US-amerikanische Automarke.

## Unternehmensgeschichte
Ein Unternehmen aus Connecticut stellte zwischen 1912 und 1914 einige Automobile her. Der Markenname lautete Kenwill, möglicherweise auch Kenwell. Während der genannten Zeitspanne waren sieben Fahrzeuge im Staat Connecticut zugelassen.
Die Besitzer der Fahrzeuge waren A. B. Clark aus Milford, Jacob Saslow aus Hamden und A. L. Smith aus New Haven mit jeweils einem Fahrzeug sowie Fred T. Bradley aus New Haven und Gordon Williams aus Mount Carmel mit jeweils zwei Fahrzeugen. Bradley war Schatzmeister und Williams Superintendent einer Werkstatt in New Haven, die mit Fahrzeugteilen handelte.
Eine Quelle spekuliert, dass das Ken im Markennamen von William D. Kennedy aus New Haven stammen könnte, der sich als Ingenieur bezeichnete. Und das will könnte für Gordon Williams stehen.

## Fahrzeuge
Die Fahrzeuge hatten Motoren mit 32, 36 und 40 PS Leistung.